# Donald Johnston
Donald Hendrik Johnston (Albany, 30 de septiembre de 1899-Arlington, 4 de agosto de 1984) fue un deportista estadounidense que compitió en remo. Participó en los Juegos Olímpicos de Amberes 1920, obteniendo una medalla de oro en la prueba de ocho con timonel.

## Palmarés internacional
| Juegos Olímpicos | Juegos Olímpicos  | Juegos Olímpicos | Juegos Olímpicos |
| Año              | Lugar             | Medalla          | Prueba           |
| ---------------- | ----------------- | ---------------- | ---------------- |
| 1920             | Amberes (Bélgica) | Medalla de oro   | Ocho con timonel |